# Interstate 20
Az Interstate 20 (20-as országos autópálya) az Amerikai Egyesült Államok déli részének az egyik fő autópályája, amely kelet–nyugat irányban átszeli az országot. Hossza több mint 2400 kilométer. Útvonala során áthalad egész Texas államon, Louisiana északi részén, közép-Mississippin, nyugat- és észak-Alabamán, észak-Georgián és végül Dél-Karolinában az I-95 autópályával találkozva fejeződik be.

## Nyomvonala
| állam   | mérföld | kilométer |
| ------- | ------- | --------- |
| TX      | 636,08  | 1023,67   |
| LA      | 189,87  | 305,57    |
| MS      | 154,61  | 248,82    |
| AL      | 214,70  | 345,50    |
| GA      | 202,61  | 326,07    |
| SC      | 141,51  | 227,74    |
| Teljes: | 1539,40 | 2477,40   |

### Államok
- Texas
- Louisiana
- Mississippi
- Alabama
- Georgia
- Dél-Karolina

### Nagyobb városok
- Fort Worth, Texas
- Dallas, Texas
- Shreveport, Louisiana
- Jackson, Mississippi
- Birmingham, Alabama
- Atlanta, Georgia
- Columbia, Dél-Karolina

### Fontosabb kereszteződések
- Interstate 10 - Kent, Texas
- Interstate 30 - Fort Worth, Texas
- Interstate 35W - Fort Worth, Texas
- Interstate 45 - Dallas, Texas
- Interstate 49 - Shreveport, Louisiana
- Interstate 55 - Jackson, Mississippi
- Interstate 59 - Meridian, Mississippi
- Interstate 59 - Birmingham, Alabama
- Interstate 75/Interstate 85 - Atlanta, Georgia
- Interstate 26 - Columbia, Dél-Karolina
- Interstate 77 - Columbia, Dél-Karolina
- Interstate 95 - Florence, Dél-Karolina

## Fordítás
- Ez a szócikk részben vagy egészben  az   Interstate 20 című angol Wikipédia-szócikk fordításán alapul.  Az eredeti cikk szerkesztőit annak laptörténete sorolja fel. Ez a jelzés csupán a megfogalmazás eredetét és a szerzői jogokat jelzi, nem szolgál a cikkben szereplő információk forrásmegjelöléseként.